# Aphistogoniulus erythrocephalus
Aphistogoniulus erythrocephalus är en mångfotingart som först beskrevs av Pocock 1893.  Aphistogoniulus erythrocephalus ingår i släktet Aphistogoniulus och familjen Pachybolidae. Inga underarter finns listade i Catalogue of Life.